# Gabriel Peñate Rodríguez
Gabriel Peñate Rodríguez (* 27. September 1957 in La Esmeralda) ist ein guatemaltekischer Priester und emeritierter Apostolischer Vikar von Izabal.

## Leben
Der Bischof von Jalapa, Miguel Ángel García y Aráuz, weihte ihn am 18. Dezember 1984 zum Priester. 
Papst Johannes Paul II. ernannte ihn am 21. Mai 2004 zum Apostolischen Vikar von Izabal und Titularbischof von Succuba. Die Bischofsweihe spendete ihm der Bischof von Jalapa, Julio Edgar Cabrera Ovalle, am 14. August desselben Jahres; Mitkonsekratoren waren Bruno Musarò, Apostolischer Nuntius in Guatemala, und Luis María Estrada Paetau OP, emeritierter Apostolischer Vikar von Izabal. Von seinem Amt trat er am 26. Juli 2011 aus gesundheitlichen Gründen zurück.